# Calytrix exstipulata
Calytrix exstipulata är en myrtenväxtart som beskrevs av Dc.. Calytrix exstipulata ingår i släktet Calytrix och familjen myrtenväxter. Inga underarter finns listade i Catalogue of Life.